# Paraliparis debueni
Paraliparis debueni är en fiskart som beskrevs av Andriashev, 1986. Paraliparis debueni ingår i släktet Paraliparis och familjen Liparidae. Inga underarter finns listade i Catalogue of Life.